# Александр (Новицкий)
Александр (в миру Александр Владимирович Новицкий; 4 июля 1906, Волынская губерния — 12 февраля 1970, Чикаго) — иерарх Украинской греко-православной церкви в США с титулом Епископ Чикагский и Западной Америки.

## Биография
Родился 4 июля 1906 года в Волынской губернии (ныне Волынской области Украины) в семье священника Владимира Новицкого. Окончил православный богословский лицей в Варшаве в 1929 году, а в 1930 году — православный богословский факультет Варшавского университета со степенью магистра.
В 1933 году Александр женился с дочерью священника Ольгой Яковкевич, сестрой будущего архиепископа Бориса, а 4 сентября 1934 года был рукоположён в священники епископом Кременецким Симоном (Ивановским). Служил на различных приходах Волынской епархии Польской автокефальной православной церкви в 1934—1940 годах, а во время второй мировой войны - в Полонке. Позднее был членом консистории православной церкви Генерал-губернаторства, а также капеланом Вольного казачества и 14-й добровольческой пехотной дивизии СС «Галиция».
В 1944 году ему с семьёй удалось бежать в Германию, где занимался миссионерско-пастырской работой в Германии среди украинских беженцев, а в 1950 году они эмигрировали в Канаду, где служил священником в городе Форт-Уильям. А в 1960 году переехал в США, и служил на приходах в Детройте и Чикаго.
После смерти своей жены постригся в монахи, а чуть позже был возведён в сан архимандрита. 21 ноября 1965 года он был рукоположён во епископа Чикагского и Западной Америки, где служил до самой своей смерти. 
Скончался 12 февраля 1970 года в Чикаго.